# アイアンプラネット
アイアンプラネットは、福井県坂井市春江町にあるプラント設備改修会社「株式会社長田（おさだ）工業所」が運営する、溶接のテーマパーク。

## 概要
福井県坂井市春江町にあるプラント設備改修会社「株式会社長田（おさだ）工業所」（住所：福井県坂井市春江町西長田41-1-1）の工場の一角を改装し、2015年6月22日にオープンした。
初心者でもできる「カンタン溶接体験」や「スツールづくり」、鉄をつかったものづくりができる「レンタル制作スペース」などで、一般客にはハードルが高かった溶接を体験できる。

## 歴史
2014年10月8日、次世代のモノづくりを担う人材が育つことや溶接を身近に感じてもらうことを願い、株式会社長田（おさだ）工業所の代表である小林輝之（こばやしてるゆき）が数回の溶接体験イベントを経て、クラウドファンディングサイトzenmono（ゼンモノ）にて、福井の溶接工場をテーマパークにするプロジェクトとしてクラウドファンディングに挑戦する。当初30万円の目標額のところ、87名のパトロンに586,000円の支援金を得て成功し、プロジェクトをすすめる。
2015年6月20日、坂井市の市長はじめサポーターが集まり、オープン前セレモニーを行う。
2015年6月22日、アイアンプラネットオープン日。
2016年5月12日、「溶接のテーマパークアイアンプラネット　作業ユニフォームデザインコンペ」と銘打った作業服のデザインコンペでは、全国から231件の応募があり、最優秀賞が1点、優秀賞が4点選ばれた。
2016年2月26日、「アイアンプラネット」標準文字、ロゴマークともに商標登録がおりる。
2016年6月18日、アイアンプラネット一周年記念イベントとして、北陸で初の屋外溶接体験となる「ふくいお宝フェス」（福井駅前ハピテラスにて開催）への出店を成功させる。

## 体験方法
①アイアンプラネットのウェブサイト（http://iron-planet.net/）でメニューを選び、メールにて予約する。
②アイアンプラネット事務局より数日後折り返しの連絡があり（メールorTEL）日時の確定。
③当日アイアンプラネットに来場し、体験可能。

## 営業時間・電話予約時間ほか
営業時間［完全予約制］平日／16:00〜18:00　土曜／13:00〜18:00　日曜・祝日定休 
※土曜は都合により休みあり 
（電話受付時間は9時～12時、13時～17時）